# Hecullus
Hecullus är ett släkte av insekter. Hecullus ingår i familjen dvärgstritar.
Kladogram enligt Catalogue of Life:
| Hecullus | \| \| Hecullus balli \| \| \| \| \| \| Hecullus bracteatus \| \| \| \| |
|          | \| \| Hecullus balli \| \| \| \| \| \| Hecullus bracteatus \| \| \| \| |
|          | Hecullus balli                                                         |
|          |                                                                        |
|          | Hecullus bracteatus                                                    |
|          |                                                                        |